# Franz Benedict Dussek
Franz Benedict Dussek (Czaslau, Bohèmia, 13 de març del 1766 - principis del segle xix, ?) fou un músic i compositor txec, fill de Johann Joseph Dussek.
Enviat a Praga, després de rebre del seu pare les primeres lliçons musicals, fou nomenat organista del convent d'Emaüs, on sota la direcció d'un bon compositor el pare Agustí Ssenkyrz, aprengué harmonia, contrapunt, violí i violó i hi va adquirir gran habilitat amb aquests instruments. Després entrà com a organista a la casa de la comtessa de Lützow. La va seguir quan aquesta es va establir a Itàlia, on fou organista a Mortaria i formà part de les orquestres dels teatres de San Benedetto de Venècia i de La Scala de Milà. El 1750 s'establí a Laibach (l'actual Ljubljana) com a organista de la catedral, i hi fou mestre de capella el 1808. S'ignoren les dades de la seva vida a partir del 1816. Compongué un oratori Gerusaleme distruta, un trio, una sonata, cançons, salms, etc., i vuit òperes, que assoliren una bona acollida: La Caffetura di Spirito, Il fortunato succeso, La Feudataria, L'Impostore, Voglia dodote è non di moglie, Matrimonio e divorzio in un sol giorno, L'Incantesimo i La feria mortale.